# Лісові фіалки
«Лісові фіалки» — радянський фільм 1980 року режисера Кальє Кійська знятий на кіностудії «Талліннфільм».

## Сюжет
Естонська РСР. Літо 1947 року, дія фільму охоплює лише кілька днів.
Війна закінчена, але тут ще ховаються у лісах банди «лісових братів». Для ліквідації однієї з таких груп, банди Сандлера, що називає себе «Лісові фіалки», направлений офіцер підрозділу контроперацією НКВС капітан Рейн Тайме з невеликим загоном.
Його загін, замаскований під наукову експедицію, має дістатися до укриття лісових братів, ключових постатей у цій битві без лінії фронту.
Коли загін виходить на Сандлера та його людей, починається гра не на життя, а на смерть, і головну роль відіграє не сила, а вірність поглядів та совість.
Бандитів пов'язує чужа пролита кров. Хтось вступив на злочинний шлях зі страху, хтось з ідеологічних причин, а хтось випадково, як Тину.

Тамме вдається переконати Тину, і той видає всіх «братів», але не в змозі пережити зраду, якою б вона не була, вчиняє самогубство.
Мы стремились показать события послевоенных лет в непривычном ракурсе, раскрыть человеческие характеры, проникнуть глубже в психологический аспект конфликтов эпохи. Наш фильм — нечто более значительное, чем очередное произведение приключенческого жанра.— режиссёр фильма Кальє Кійськ

## В ролях
- Тину Карк — Рейн Тайме, капітан НКВС
- Рудольф Аллаберт — Андріс
- Аарне-Маті Юкскюла — Юхан
- Енн Клоорен — Крістіан
- Роберт Гутман — Калєв.
- Арво Кукум'яги — Тину
- Сулев Луйк — Сандлер
- Юрі Ярвет — аптекар Ліпп
- Тину Міківер — Анті
- Тину Саар — Лаурі
- Мерле Тальвік — дівчина

## Знімальна група
- Режисер — Кальє Кійськ
- Сценаристи — Григорій Канович, Ісаак Фрідберг
- Оператор — Юрі Сілларт
- Композитор — Лембіт Веево
- Художник — Тину Вирве

## Критика
У фільму оманлива лірична назва «Лісові фіалки». А фільм драматичний і жорсткий. … Автори «Лісових фіалок» далекі від бажання піднести глядачам черговий розважальний пригодницький бойовик, вони намагаються об'єктивно показати події тих років, і навіть, перебуваючи в рамках ідеологічної цензури, намагаються не спрощувати ситуацію і не грати в піддавки. … Портретні характеристики героїв на рідкість багатогранні. Режисерський почерк Кальє Кійска проявляється в умінні ретельно, у всіх нюансах і «промовистих» деталях розробити кожну сцену.— кінознавець Олександр Федоров, 2023 рік

## Фестивалі та нагороди
- 1981 — XIV Всесоюзний кінофестиваль — приз за кращу операторську роботу (Ю. Сілларт).